# White Rabbit (Süßware)

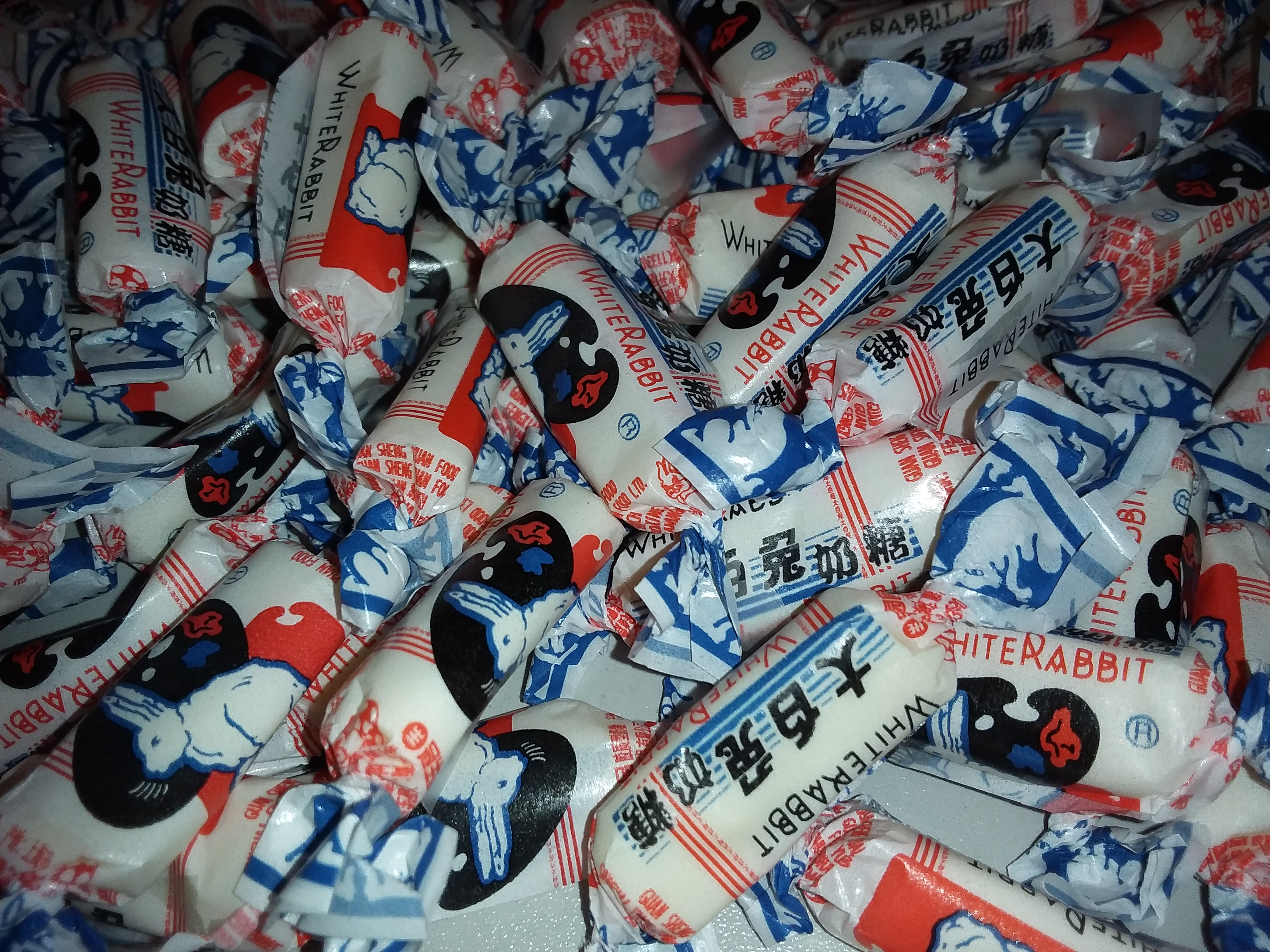
Verpackte Milchbonbons der Marke White Rabbit

White Rabbit (chinesisch 大白兔, Pinyin Dàbáitù) ist der Name einer traditionsreichen chinesischen Süßwarenmarke, die vor allem für ihre Sahnekaubonbons (chinesisch 奶糖, Pinyin Nǎitáng) bekannt ist. Die vom Shanghaier Unternehmen Guan Sheng Yuan (chinesisch 冠生园, Pinyin Guànshēngyuán) hergestellten Milchtoffees genießen in der Volksrepublik China Kultstatus.

## Milchbonbons

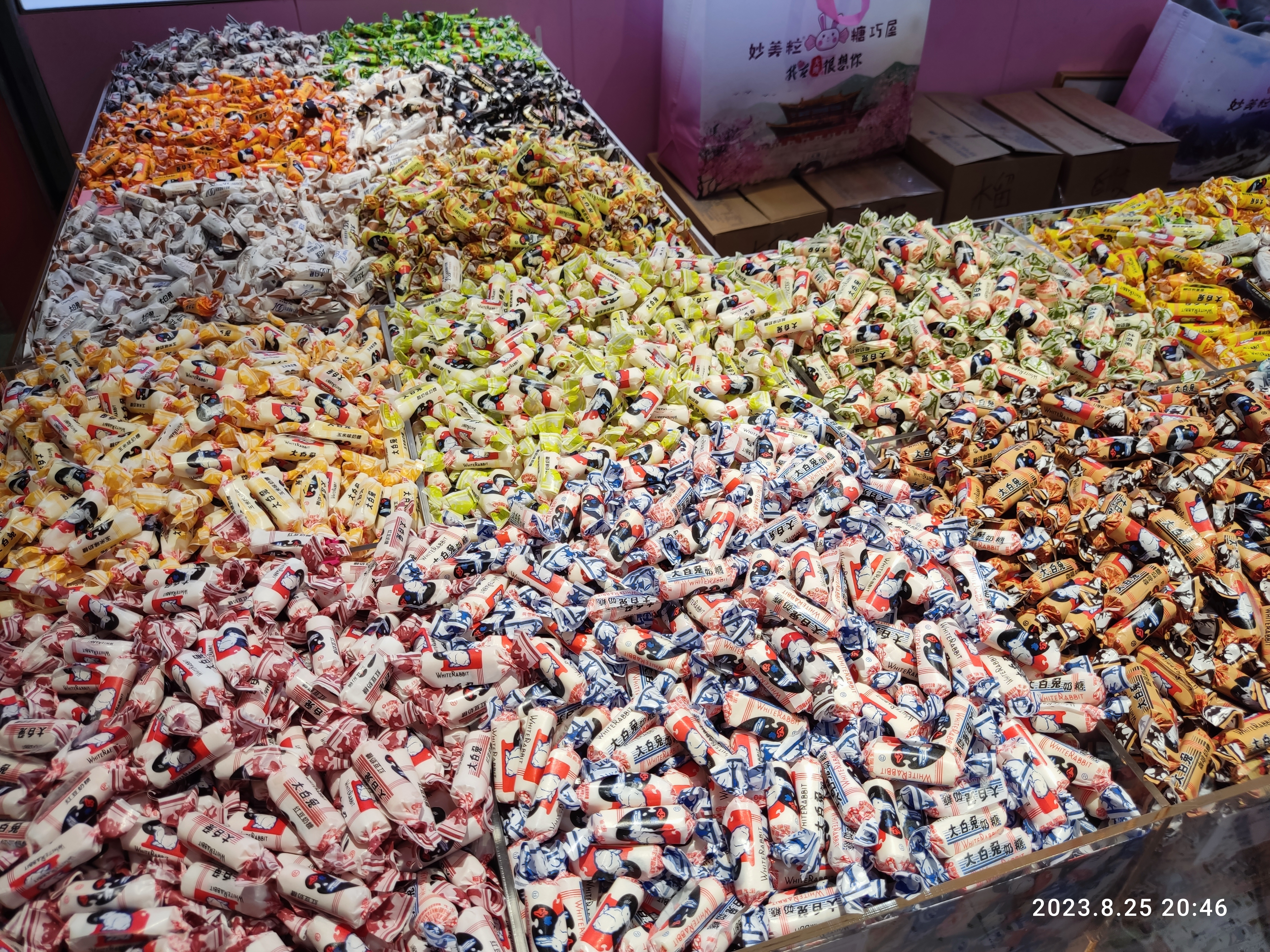
White-Rabbit-Milchbonbons werden heutzutage in vielen verschiedenen Geschmacksrichtungen angeboten.

Die Kaubonbons der Marke White Rabbit werden seit 1943 von der Shanghaier Firma Guan Sheng Yuan Food, Ltd. produziert. Als Zutaten werden auf der Verpackung Maltose, Rohrzucker, Vollmilchpulver, Butter(-milch), Klebreispapier, Gelatine und Vanillearoma angegeben. Ein Bonbon hat einen physiologischen Brennwert von ca. 80 kJ (= 20 kcal).
Die weißen zylinderförmigen Milchbonbons sind etwa drei Zentimeter lang und von einer dünnen durchsichtigen Reispapierschicht überzogen. Grundsätzlich ist ihr Geschmack milchig-süß, allerdings werden die Sahnebonbons heutzutage in verschiedensten Geschmacksrichtungen vertrieben. Ihre Konsistenz ist eher hart und ähnelt der eines Toffees.
White-Rabbit-Bonbons haben in der Volksrepublik China im Laufe der Jahre Kultstatus erlangt, da viele Chinesinnen und Chinesen mit ihnen Kindheitserinnerungen verbinden. Die Kaubonbons werden an vielen chinesischen Flughäfen verkauft und gelten als beliebte touristische Mitbringsel. Zudem sind sie in vielen alten chinesischen Filmen und Serien zu sehen.

## Melamin-Skandal
White Rabbit sorgte im Oktober 2008 für Schlagzeilen in Deutschland, als große Mengen der giftigen Industriechemikalie Melamin in den Milchbonbons nachgewiesen werden konnten. Es zeigte sich, dass dem zur Bonbonherstellung verwendeten Milchpulver gezielt Melamin zugesetzt worden war, um einen höheren Proteingehalt vorzutäuschen.